# يان سنيدون
يان سنيدون (بالإنجليزية: Ian Sneddon)‏ (30 نوفمبر 1946 في المملكة المتحدة - ) هو لاعب كرة قدم بريطاني في مركز الظهير. لعب مع هارت أوف ميدلوثيان وDenver Dynamos ‏ ونادي غرينوك مورتون.

## وصلات خارجية
- يان سنيدون على موقع قاعدة بيانات كرة القدم.إي يو (الإنجليزية)